# 膨角狸藻
膨角狸藻（學名：Utricularia physoceras）為狸藻屬陆生食虫植物。其种加词“physoceras”来源于希腊文“physos”和“keras”，意为“膨大”和“角”，指其膨大的花冠距。膨角狸藻为巴西的特有种。

## 外部連結
- 食虫植物照片搜寻引擎中膨角狸藻的照片 （页面存档备份，存于）

 维基共享资源上的相關多媒體資源：膨角狸藻
 維基物種上的相關：膨角狸藻